# César Cielo
César Augusto Cielo Filho (Santa Bárbara d'Oeste, São Paulo, 10 de enero de 1987) es un nadador brasileño especialista en pruebas de velocidad. Se proclamó campeón olímpico de los 50 metros libre en los Juegos Olímpicos de Pekín 2008. Además, ganó la medalla de bronce en los 100 metros libre en Pekín 2008 y en los 50 m libre en Londres 2012. En el Campeonato Mundial ha ganado seis medallas de oro, tres de ellas en los 50 m libre, siendo el primer nadador que lo consigue. Es el poseedor del récord mundial de los 50 metros estilo libre desde 2009. De igual manera, fue el plusmarquista mundial de los 100 metros libres durante 13 años, desde 2009 hasta el 13 de agosto del 2022.

## Biografía
César Cielo nació el 10 de enero de 1987 en Santa Bárbara d'Oeste, Brasil. Es hijo de César Cielo, un pediatra y profesor de educación física y de Flavia Cielo. Cielo comenzó su carrera deportiva en pequeños clubes de natación en su estado natal. Como un joven adolescente, Cielo fue entrenado bajo las órdenes de Mario Francisco Sobrino en el Esporte Clube Barbarense, donde su madre le enseñó a nadar. Cuando tenía 13 años, empezó a entrenar Cielo en Piracicaba en el Club de Campo de Piracicaba con el entrenador Reinaldo Rosa. A los 16 años de edad, fue transferido al Esporte Clube Pinheiros en São Paulo para entrenar bajo las órdenes de Alberto Silva y la leyenda de natación brasileño Gustavo Borges. Como regalo, mientras que al Esporte Clube Pinheiros, recibió el traje de baño utilizado por Borges en Atenas 2004.[5][6][7]
Cielo era un amigo de la infancia de André Schultz. Cuando Cielo era un niño, su padre formó un grupo para organizar y animar a la natación en el Esporte Clube Barbarense. Werner Schultz, el padre de André Schultz, también pertenecía al grupo. Ellos comenzaron a crear competiciones y llevar a los niños en los viajes. En un momento dado, había 500 personas que practican la natación en el club, en una ciudad, que casi 20 años después, con menos de 200.000 habitantes. Werner Schultz construyó una piscina con dos carriles olímpicos en el patio de su casa, donde Cielo estuvo usado para entrenar. Desde la infancia, Cielo no podía soportar perder. María Schultz, madre de André Schultz, dijo: "No podía soportar al perder varios entrenadores estadounidenses que dicen esto:... Que los buenos nadadores le gusta ganar, y excepcional no permitirse perder tal es el caso de Cesão" Cielo estaba tan ansioso por la victoria que durante los Juegos Olímpicos de 1996, a los nueve años de edad, él ya estaba estudiando su principal referencia, el ruso Alexander Popov, a través de videos, observando detalles como sus aperturas (salidas de bloque) y tiempos de respuesta.[8]
Cielo comenzó a competir en la espalda. En la región en el momento, Guilherme Guido se destacó como el rival a batir. Guido fue derrotado a Cielo repetidamente en estilo libre, mientras que Cielo ganó los eventos de espalda. Sin embargo, en cierto punto, Guido empezó a perder a los oponentes de estilo libre, y comenzó a competir en eventos de espalda. Derrotó Cielo, que entonces decidió no nadar estilo espalda más. A los 15 años, Cielo asistió a una serie de entrenamientos en Florida (Estados Unidos) y volvió a casa, dispuesto a derrotar a Guido. Cuando  Cielo y Guido se reunieron en un concurso de los 100 metros libres, Guido se quedó atrás y se pierde. A partir de entonces, Guido se centró en el estilo espalda, invirtiendo las posiciones con Cielo.[8][9]
Está graduado en Comercio Internacional con especialización en Español por la Universidad de Auburn.

## Trayectoria deportiva

### 2004
En 2004  vivió y entrenó en Estados Unidos, donde estudiaba en la Universidad de Auburn, Alabama, cuyo equipo de natación conocido como los Auburn Tigers, es uno de los más importantes de aquel país. En total ganó seis títulos de campeón nacional universitario.
Cielo participó en su primer torneo internacional importante, en el Campeonato Mundial de Natación en Piscina Corta de 2004, en la ciudad de Indianápolis, en octubre de 2004. A la edad de 17 años, ganó la medalla de plata en el 4 × 100 m estilo libre. En un equipo con Guilherme Guido, Kaio de Almeida y Eduardo Fischer, Cielo terminó cuarto en el 4 × 100 m Combinado, rompiendo el récord sudamericano con un tiempo de 3m33s02. También terminó sexto en los 100 m libre, 10 en los 50 m libre, y 19 en los 50 m espalda.

### 2006-2008
Cielo compitió en el Campeonato Mundial de Natación en Piscina Corta de 2006 en Shanghái, donde terminó quinto en los 100 m libre (solo 17 centésimas de segundo de distancia de ganar una medalla), y quinto en el 4 × 100 m libre. También terminó quinto en el 4 × 200 m libre, donde rompió el récord sudamericano con un tiempo de 7m06s09, junto con Rodrigo Castro, Thiago Pereira y Lucas Salatta. En diciembre, comenzó a destacar en el panorama nacional, rompiendo el récord sudamericano de Fernando Scherer en los 100 m libre (48s69), que se había mantenido desde 1998. Tiempo de Cielo fue 48s61. En ese momento, Cielo fue el cuarto mejor tiempo en el Ranking Mundial de 2006.
Después, Cielo fue a lo Campeonato Pan-Pacífico de Natación de 2006 en Victoria, donde terminó sexto en los 50 m libre, séptimo en los 100 m libre, séptimo en el 4 × 100 m medley, y fue descalificado en el 4 × 100 m libre.
Cielo fue finalista en el Campeonato Mundial de Natación de 2007 en Melbourne, en los 100 m libre (4º lugar, a solo 4 centésimas Eamon Sullivan, el medallista de bronce, y 8 centésimas detrás medallistas de oro Filippo Magnini y Brent Hayden), en los 50 m libre (sexto) y en los 4 × 100 m libre (octavo). También tomó 9º lugar en el 4 × 100 m medley. En ese momento, Cielo se había establecido como el velocista brasileño más rápido, rompiendo el récord sudamericano de Fernando Scherer en los 50 metros libres. En esa semifinal, Cielo nadó para 22s09, mejorando el tiempo de Fernando Scherer, a partir de agosto de 1998, nueve centésimas de segundo. También rompió su récord sudamericano en los 100 m libre, con un tiempo de 48s51, y el récord sudamericano de los 4 × 100 m libre, con un tiempo de 3m17s03, en un equipo con Thiago Pereira, Nicolas Oliveira y Rodrigo Castro.

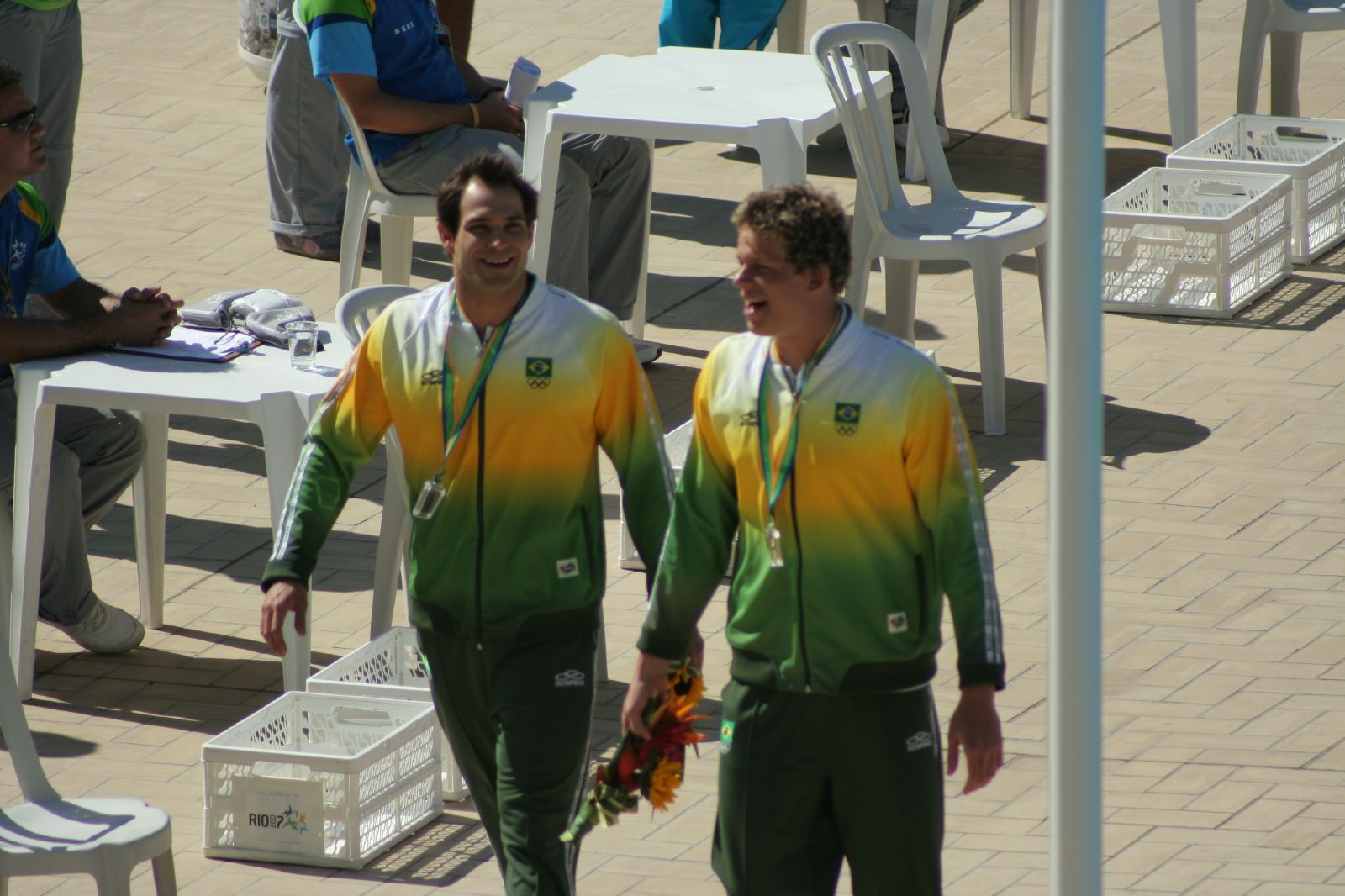
Nicholas Santos y Cielo en los Juegos Panamericanos de 2007 en Río de Janeiro

En los Juegos Panamericanos de Río de Janeiro 2007, ganó tres medallas de oro, en 50 y 100 metros libres y el relevo de 4 x 100 metros libres. También ganó una medalla de plata en el 4 × 100 m medley. En los 50 m libre, ganó la prueba con un tiempo de 21s84, batiendo el récord de los Juegos Panamericanos, y convirtiéndose en el primer nadador de Sudamérica a nadar en menos de 22 segundos. Cielo comenzó a acercarse al récord mundial en los 50 m libre, un tiempo de 21s64, que en su momento perteneció al legendario nadador  Alexander Popov. También rompió el récord de los Juegos Panamericanos y Sudamericano en los 4 × 100 m libre, con un tiempo de 3m15s90, junto con Fernando Silva, Eduardo Deboni y Nicolas Oliveira. En los 100 m libre, rompió el récord Juegos Panamericanos con su tiempo de 48s79, y en el 4 × 100 m medley, rompió el récord sudamericano con un tiempo de 3m35s81, junto con Thiago Pereira, Henrique Barbosa y Kaio de Almeida.
En noviembre de 2007, en el Grand Prix de Italia, Cielo rompió el récord sudamericano en corto corso en los 100 m libre, con un tiempo de 47s00.
En febrero de 2008 en el Grand Prix de Misuri, Cielo mejoró su récord sudamericano en los 100 m libres con un tiempo de 48s49. En abril, en el Gran Premio de Ohio, rompió el récord de nuevo, con un tiempo de 48s34, también derrotar a Michael Phelps.
Un mes antes de los Juegos Olímpicos, en julio de 2008, Cielo rompió su récord sudamericano en los 50 m libres, con un tiempo de 21s75.

### Juegos Olímpicos de 2008
En los Juegos Olímpicos de Pekín 2008 fue una de las grandes sorpresas de la competición, ya que no partía entre los favoritos para ganar medallas.
En primer lugar, Cielo rompió el récord de las Américas en la clasificación de los 4 × 100 m libre, con un tiempo de 47s91. Aunque el equipo brasileño fue descalificado, se aprobó el récord de Cielo.
En las final de los 100 metros libres, que tuvo lugar el 14 de agosto, partía con el peor tiempo de los ocho finalistas. Sin embargo, nadando por la calle 8, hizo una gran carrera y consiguió la medalla de bronce, compartida con el estadounidense Jason Lezak, ambos con el mismo tiempo de 47,67. El oro fue para el francés Alain Bernard con 47,21 y la plata para el australiano Eamon Sullivan con 47,32
En su otra prueba, los 50 metros libres, sorprendió en las semifinales al conseguir un sensacional registro de 21,34, nuevo récord olímpico y apenas a seis centésimas del récord mundial de Eamon Sullivan. En la final, celebrada el 16 de agosto, consiguió la medalla de oro volviendo a batir el récord olímpico con 21,30. Era la primera medalla de oro de Brasil en esos Juegos, y la primera medalla de oro en natación para ese país en toda la historia.

### 2008-2012

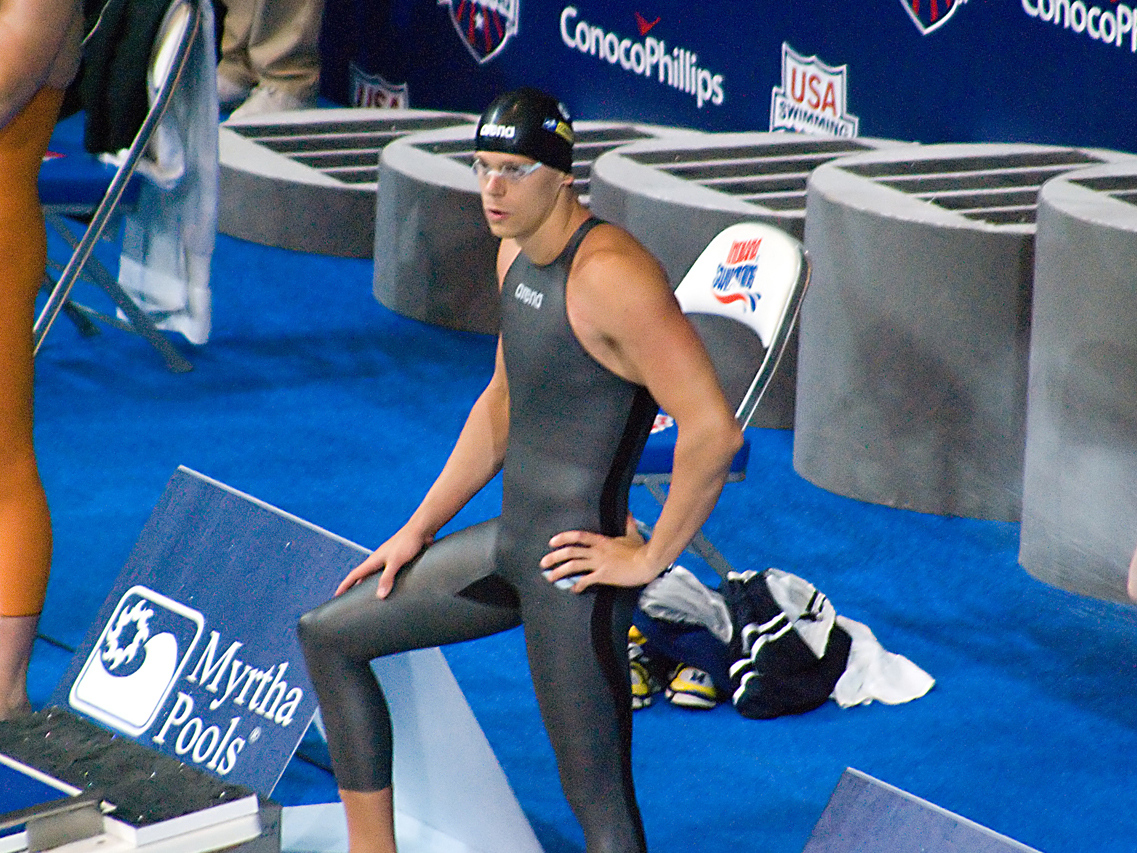
Cielo en el 2009 US National Championships en Indianápolis

Después de los Juegos Olímpicos, en octubre, en la primera etapa de la Copa del Mundo FINA de Natación de 2008, celebrado en Belo Horizonte, Cielo igualó el récord sudamericano en curso corto en los 50 m libres, con un tiempo de 21s32.
En mayo de 2009, Cielo rompió el récord sudamericano en los 50 m mariposa, pero el registro duró solo unos minutos. Cielo logró un tiempo de 23s49, compitiendo en el Trofeo Maria Lenk, pero en la siguiente serie, Guilherme Roth nadó un tiempo de 23s46, y estableció un nuevo récord continental. En la final, Cielo recuperó el récord con un tiempo de 23s42. En la misma competición, rompió el récord sudamericano de los 100 metros estilo libre, con un tiempo de 47s60.
En el US World Championship Trials 2009 en Indianápolis, Cielo nadó un tiempo de 21s14 en la final B de los 50 m libre (la final A se limitó a los norteamericanos). Su tiempo fue el tiempo más rápido entre todos los competidores, y estableció un nuevo récord de las Américas. También fue el segundo mejor tiempo en la historia del evento, 0,20 segundos para romper el récord mundial de Frédérick Bousquet.

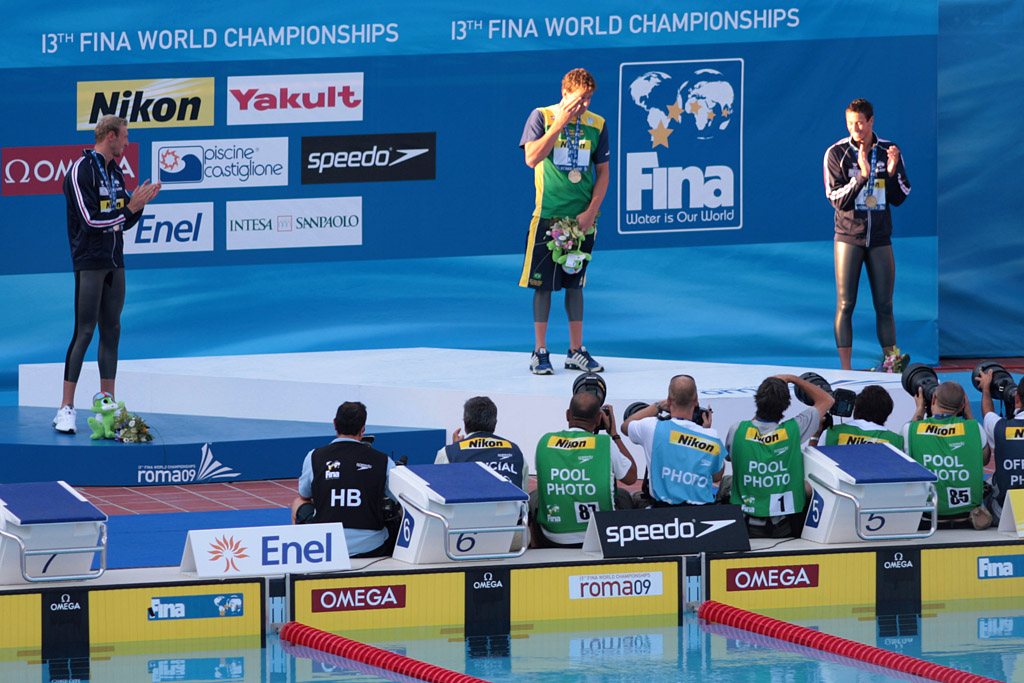
Cielo rompió el récord mundial en los 100 m libre en el Campeonato Mundial de Natación de 2009 en Roma

En el Campeonato Mundial de Natación de 2009 en Roma, Cielo llevó el relevo brasileño 4 × 100 m libre a un 4º puesto, junto con Nicolas Oliveira, Guilherme Roth y Fernando Silva. En este caso, Cielo abrió con un tiempo de 47s39 en las eliminatorias (un récord sudamericano y de Campeonato) y un tiempo de 47s09 en la final, solo 0,04 segundos de golpear el récord mundial de Eamon Sullivan, y ganando el segundo mejor tiempo en la historia de los 100 m libre. En la final de los 100 m libre, el nadador brasileño ganó la medalla de oro, derrotando al campeón olímpico Alain Bernard, y rompió el récord mundial con un tiempo de 46s91, entrando en el selecto panteón de los nadadores que ganó un oro olímpico, un oro en los campeonatos del mundo, y obtuvo un récord mundial. En la final de los 50 m libre, Cielo derrotó titular del récord mundial Frédérick Bousquet y ganó la medalla de oro con un tiempo de 21s08, batiendo el récord de la competición y el récord de las Américas. Cuando terminó el 4 × 100 m medley, un concurso donde los primeros cuatro relés en la carrera se rompió el récord mundial de Estados Unidos de los Juegos Olímpicos de Pekín 2008, Cielo llevó a Brasil al cuarto lugar, junto con Guilherme Guido, Henrique Barbosa y Gabriel Mangabeira, muy cerca de ganar medallas de bronce y plata del evento. Sus dos medallas de oro en los Campeonatos del Mundo llevaron Brasil a la mejor actuación en la historia de la competición.
El 18 de diciembre de 2009, en São Paulo, Cielo rompió el récord mundial en los 50 metros libres, con un tiempo de 20s91, en un campeonato organizado en Esporte Clube Pinheiros, su club en Brasil y donde había entrenado desde 2003. Fue la última carrera oficial en Brasil que permitió el uso de super-ropa. Un día más tarde, estableció el mejor tiempo en el mundo, 1m26s12, en el 4 × 50 m libre. El tiempo no se consideró un récord mundial ya que este evento no es parte de los Juegos Olímpicos y Campeonatos del Mundo.
El 27 de junio de 2010, se convirtió en el primer nadador en el mundo para romper el récord mundial de Alexander Popov en los 50 m libres, sin la ayuda de los trajes de baño tecnológicos. Obtuvo un tiempo de 21s55, vestido solo con bañador, y ganó el Abierto de París.
En el Campeonato Pan-Pacífico de Natación de 2010 en Irvine, el brasileño comenzó conquistando una medalla de oro en los 50 m mariposa, batiendo el récord del campeonato. Tenía la esperanza de ganar también el oro en los 50 metros y 100 metros libre, pero se conformó con la plata en los 50 m libre, y el bronce en los 100 m libre. Al ser entrevistado después del concurso, Cielo dijo que podría haber sido alguna falla en su programa de formación, lo que resulta en una falta de resistencia.
En septiembre de 2010, en el Trofeo José Finkel, Cielo rompió el récord sudamericano en el curso corto en los 100 m estilo libre dos veces: primero con un tiempo de 46s13 en la semifinal, y de nuevo con 45s87 en la final.
En el Campeonato Mundial de Natación en Piscina Corta de 2010 de Dubái, Cielo, junto con Nicholas Santos, Nicolas Oliveira y Marcelo Chierighini, ganó la medalla de bronce en el 4 × 100 m libre, con un tiempo de 3m05s74, estableciendo un récord sudamericano y dejando atrás el equipo de Estados Unidos. En los 50 m libre, Cielo rompió dos veces el récord de las Américas, ganando 20s61 en las eliminatorias, y ganó la medalla de oro con un tiempo de 20s51, un nuevo récord de América y del Campeonato, a solo 0,21 segundos más lento que el récord mundial de Roland Schoeman (Schoeman batió el récord del mundo utilizando la tecnología super-traje en 2009, cuando todavía estaba permitido, mientras Cielo hizo su tiempo sin un super-traje). Su tiempo se convirtió en el tercero más rápido de cualquier jamás alcanzada en el evento, y récord mundial no oficial en la ropa regular. En los 100 m libre, Cielo también ganó el oro con un tiempo de 45s74, un récord sudamericano y del campeonato. Con eso, Cielo, a los 23 años de edad, logró unificar los títulos mundiales de los dos eventos: los 50 m y los 100 m libre, tanto en los cursos largos y cortos. Completando su participación en el Mundial de Piscina Corta, Cielo dirigió el relevo 4 × 100 m medley brasileño de Guilherme Guido, Felipe França Silva y Kaio de Almeida para ganar la medalla de bronce. El equipo rompió el récord sudamericano con un tiempo de 3m23s12.
En el Campeonato Mundial de Natación de 2011 en Shanghái, Cielo ganó la medalla de oro en los 50 m mariposa con un tiempo de 23s10. Días más tarde en la misma competición, Cielo ganó una segunda medalla de oro en los 50 m libres. En los 100 m libres, Cielo obtuvo un tiempo de 48s01, el mejor resultado de su vida sin el uso de trajes de baño tecnológicos, pero terminó en la cuarta posición, una centésima de segundo lejos de ganar una medalla de bronce, y seis centésimas de plata. El ganador de los 100 m libre era James Magnussen, un australiano que sorprendió al mundo unos días antes con su tiempo de 47s49 en el 4 × 100 m libre.
En los Juegos Panamericanos de 2011 en Guadalajara, Cielo ganó cuatro medallas de oro: en los 50 y 100 m libre, y en los 4 × 100 m libre y medley relés. Cielo rompió el récord panamericano en los 50 m libre (21s58), los 100 m libre (47s84), y en los 4 × 100 m libre (3m14s65). Su punto culminante para la competencia fue su tiempo de 47s84 en los 100 m libre, el mejor resultado de su vida sin el uso de un traje de baño tecnológica.
El 25 de abril de 2012, en el Trofeo Lenk María en Río de Janeiro, Cielo terminó el 50 m libre en 21s38, obteniendo el mejor tiempo del año en el evento, y acercarse al mejor resultado en la historia del evento sin usar super-trajes (21s36, hecho por Frédérick Bousquet). Un día después, Cielo rompió el récord de las Américas para los 50 m mariposa, con un tiempo de 22s76, superando el récord anterior, 22s87, establecido por Nicholas Santos. Fue un récord mundial no oficial en la ropa regular.

### Juegos Olímpicos de 2012

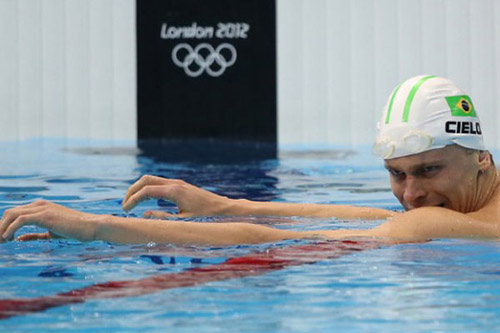
Cielo en los Juegos Olímpicos de Londres 2012

En los Juegos Olímpicos de Londres 2012 en Londres, Cielo terminó sexto en los 100 m libre, con un tiempo de 47s92. El oro fue para Nathan Adrian (47s52), seguido por James Magnussen (47s53) y Brent Hayden (47s80). En los 50 m libre, donde Cielo era el favorito para ganar el oro, ocupó el primer lugar en la semifinal, empatado con Cullen Jones, con un tiempo de 21s54. Pero en el final, terminó con un tiempo peor que en la ronda semifinal, pero se las arregló para ganar su tercera medalla olímpica, una de bronce, con un tiempo de 21s59. El ganador fue el francés Florent Manaudou con un tiempo de 21s34. El récord olímpico de Cielo, de 21s30, establecido en 2008, se mantuvo intacta.

### 2012-2016
El 20 de agosto de 2012, en el Trofeo José Finkel en São Paulo, Cielo rompió el récord sudamericano en Piscina Corta (25 m) en el 4 × 50 m libre, con un tiempo de 1m25s28.
Al final del año, Cielo tuvo una operación en ambas rodillas. Desde 2007, el brasileño había sufrido tendinopatía rotuliana en ambas rodillas. Cielo sentía dolor constante, y la lesión comenzó a herir a su formación y desempeño. El punto más bajo fue en los Juegos Olímpicos de Londres 2012, donde Cielo ya estaba luchando en la salida. En septiembre, tuvo una operación en el tendón rotuliano. "Él tenía un desgaste crónico del tendón rotuliano, que genera un proceso inflamatorio que le molestaba mucho. En Londres, Cielo ha perdido gran parte de los músculos de las piernas, ya que este proceso inflamatorio. Él vino a perder dos pulgadas de circunferencia en cada pierna para un período de diez días. a medida que la rodilla inflamada, perdió la calidad de salida. una salida que una vez fue el mejor en el mundo terminaron muy parecidas a las de sus adversarios ", dijo Gustavo Magliocca, el médico del Cielo.
En abril de 2013, Cielo confirmó su lugar en el Campeonato Mundial de Natación de 2013 en Barcelona, en los 50 m libres, con el segundo mejor tiempo en el mundo del año: 21s57. También se clasificó para los 50 m mariposa. Debido a su operación en ambas rodillas, Cielo no compitió en los 100 m libre y los relés de Brasil. En la competición, Cielo se convirtió bicampeón del mundo de los 50 m mariposa. Las semifinales fueron la etapa más fuerte de la carrera, con cinco nadadores conseguir tiempo por debajo de 23 segundos. Cielo fue a la final en el segundo lugar con un tiempo de 22s86, detrás de su compatriota Nicholas Santos. En la final, el rendimiento de los atletas no era el mismo, pero Cielo mostró más consistencia y ganó el oro con un tiempo de 23s01. En los 50 m libre, Cielo llegó a la final con el tercer mejor tiempo, 21s60, empatado con Nathan Adrian. Florent Manaudou y Anthony Ervin clasificaron para la final como favoritos, con fuertes tiempos de 21s37 y 21s42, respectivamente, en la segunda semifinal. Pero, en una final con un alto nivel técnico en el que tres campeones olímpicos (Manaudou, Cielo y Ervin) estaban compitiendo, Cielo obtuvo el mejor resultado de su vida sin un traje de alta tecnología (y un récord mundial no oficial en la ropa regular), 21s32, convirtiéndose en el primer tricampeón del mundo de este evento. Manaudou y Ervin ni siquiera alcanzaron el podio. Fue la sexta medalla de oro de Cielo en los eventos individuales en los Campeonatos del Mundo. Con este resultado, Cielo superó Alexander Popov y se convirtió en el velocista con más medallas de oro individuales en la historia del Campeonato del Mundo. Solo cuatro nadadores varones han ganado más medallas de oro individuales en los Campeonatos del Mundo que Cielo: Aaron Peirsol (7), Grant Hackett (7), Ryan Lochte (9) y Michael Phelps (15). En cuanto a su medalla de oro en los 50 m libre, Cielo aseguró a sus fanes que era el oro más importante de su carrera, declarando en el Campeonato Mundial: "Sin duda fue diferente de los demás. Cada medalla tiene un sentimiento diferente. Este era el más especial de mi vida. Desde Londres, todo lo que tenía que superar... fue muy emocionante". Resultados de Cielo se consideraron una "redención", a causa de las bajas expectativas cuando entró en el Campeonato Mundial de 2013, debido al período difícil después de los Juegos Olímpicos de Londres, cuando se sometió a una cirugía en ambas rodillas, dejó su club y cambió de entrenador.
En 23 de abril de 2014, participando en la competición del Trofeo Maria Lenk, en São Paulo, Cielo terminó los 50 m libre en 21s39, obteniendo el mejor tiempo del año en el evento. Dos días más tarde, ganó los 50 m mariposa con un tiempo de 23s01, también un tiempo líder en el mundo. El 26 de abril, ganó los 100 m libres con un tiempo de 48s13, tercero en el ranking mundial por detrás solo James Magnussen (47s59) y Cameron McEvoy (47s65).
En 3 de septiembre de 2014, en el Trofeo José Finkel (curso corto) en Guaratinguetá, Cielo terminó los 50 m libre en 20s68, obteniendo el mejor tiempo del año en el evento. Tres días más tarde, ganó los 100 m libres con un tiempo de 46s08, también un tiempo líder en el mundo. El 5 de septiembre, terminó segundo en los 50 m mariposa con un tiempo de 22s46, tercero en el ranking mundial por detrás solo Chad le Clos y Nicholas Santos.
En el Campeonato Mundial de Natación en Piscina Corta de 2014, en Doha, Cielo conquistó 3 medallas de oro (100 m libre, 4x50 medley, 4 x 100 medley) y 2 de bronce (50 libre, 4x50 libre mezclado)., en la mejor participación brasileña de todos los tiempos, cuando el país ganado la competición por primera vez. En los 4 × 50 m medley, formado por Cielo, Felipe França Silva, Nicholas Santos y Guilherme Guido, considerado el "Dream Team" por el mismo Cielo (formado solo por medallistas o campeones del mundo en sus respectivas pruebas individuales), Brasil ganó el oro destruyendo el récord mundial con un tiempo de 1m30s51. En los 50 m libre, Cielo fue a la final en el primer lugar con un tiempo de 20s80, pero en la final, tuvo problemas con su inicio y vuelta, terminando con un tiempo de 20s88 y conseguir el bronce. Su rival, el francés Florent Manaudou, ganó el oro batiendo el récord mundial. Cielo también ayudó a la 4 × 50 m libre mezclado de Brasil (formado por Cielo, João de Lucca, Etiene Medeiros y Larissa Oliveira) para ganar la medalla de bronce, superando el récord sudamericano con un tiempo de 1m29s17, a solo 4 centésimas de Rusia, que ganó la medalla de plata. En esta carrera, Cielo abrió con un tiempo de 20s65, demostrando que podría haber hecho un mejor tiempo en la final de los 50 m libre. En el último día de la competición, Cielo ganó la revancha contra Manaudou, en los 100 m libre, donde Manaudou también era favorito, pero fue derrotado por el Cielo, que ganó el oro con un tiempo de 45s75. Cielo también cerró la competencia brillantemente, lo que lleva el cuarteto brasileño a un oro sin precedentes en el tradicional 4 × 100 m medley, con un tiempo de 3m21s14, récord sudamericano. Cielo tomó el relevo en el cuarto lugar y superó a todos con un increíble parcial de 44s67.

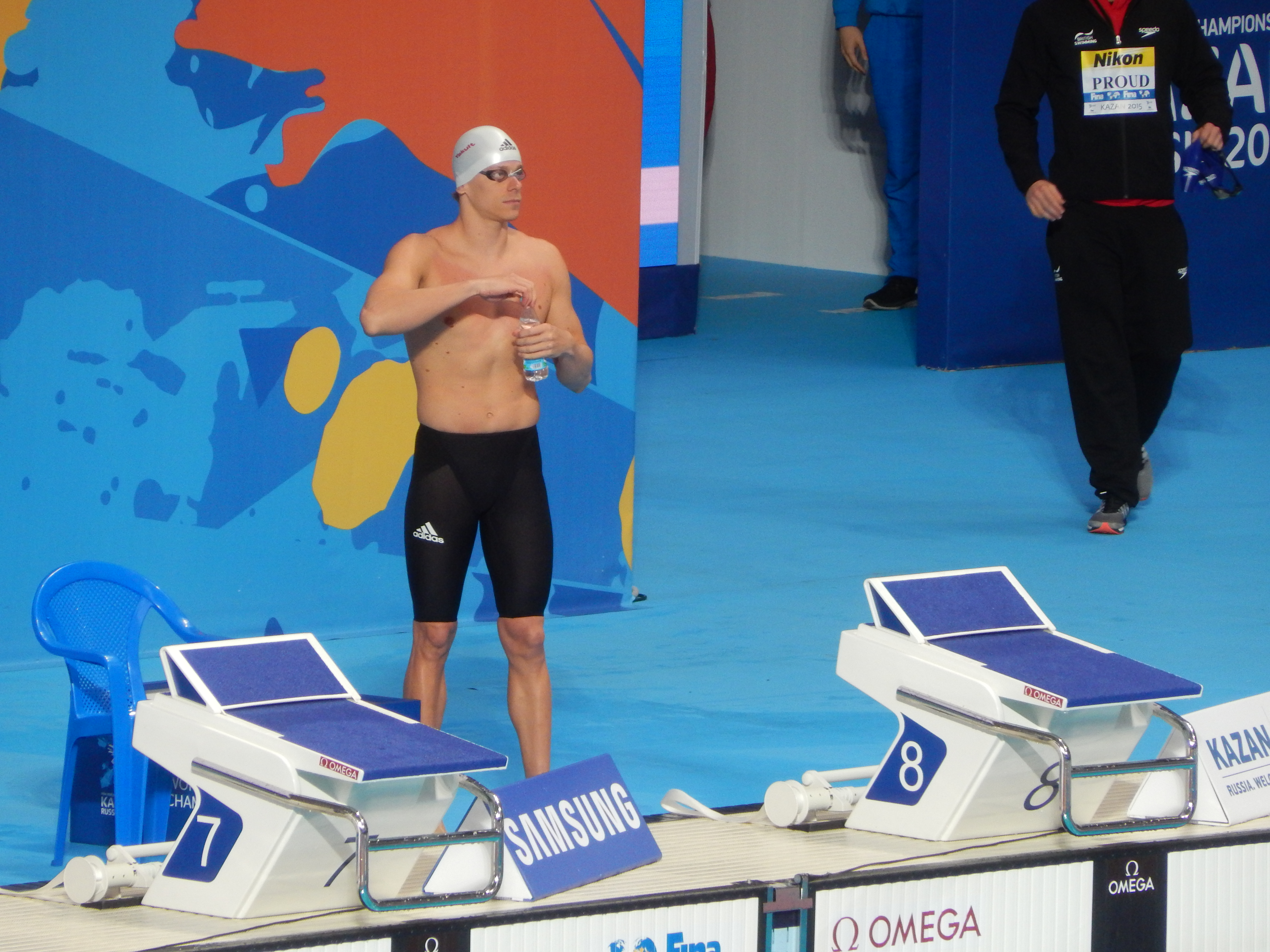
Cielo en la final de los 50 m mariposa en el Campeonato Mundial de Natación de 2015 en Kazán

Cielo no participó en los Juegos Panamericanos de 2015 en Toronto, Canadá, con miras a lo Campeonato Mundial, que haría poco después.
En el Campeonato Mundial de Natación de 2015, en Kazán, Brasil terminó cuarto en el relevo 4 × 100 metros estilo libre, en un relé integrado por Bruno Fratus, Marcelo Chierighini, Matheus Santana y João de Lucca. César Cielo no nadó la final - a pesar de estar participando en el campeonato, estaba sintiendo dolor en el hombro. Según el médico de la Confederación Brasileña de Deportes Acuáticos (CBDA), Gustavo Magliocca , Cielo tenía una inflamación del tendón supraespinoso. La lesión se considera común en los atletas, y estaba siendo tratado con fisioterapia. Debido al problema, en los 50 metros mariposa, Cielo luchó aunque las eliminatorias y las semifinales, pero cayó al sexto en la final. El 5 de agosto, Cielo abandonaron la competición debido al aumento de su lesión.
En abril de 2016, en el Trofeo Maria Lenk celebrado en Río de Janeiro, Cielo no pudo clasificarse para los Juegos Olímpicos de Río de Janeiro 2016. En los 100 metros, Cielo nadó 48s97 en los clasificados y optó por no participar en la final. Por lo tanto, Cielo terminó con la séptima posición en Brasil y quedó oficialmente fuera de los 4 × 100 libres. En los 50 metros libres, Cielo ganó las eliminatorias con 21s99, quedándose temporalmente con la segunda ola de Brasil. Sin embargo, en la final, Italo Duarte terminó segundo, con el tiempo de 21s82. Cielo terminó tercero, con el tiempo de 21s91. Las vacantes olímpicas de Brasil se quedaron con Bruno Fratus y Ítalo Duarte.

### 2017-2020
En el Campeonato Mundial de Natación de 2017 en Budapest, en el relevo de estilo libre 4 × 100, el equipo brasileño compuesto por Cielo, Bruno Fratus, Marcelo Chierighini y Gabriel Santos logró un resultado histórico al ganar la medalla de plata, el mejor resultado de Brasil en todo el tiempo en el Campeonato del Mundo. Brasil batió el récord sudamericano de 2009, aún en la era de los súper ropas, con un tiempo de 3m10s34, solo 0.28 segundos por detrás del equipo de Estados Unidos. La última medalla de Brasil en esta prueba, en el Mundial, se obtuvo en 1994. También terminó en octavo lugar en los 50 metros libres.
En el Campeonato Mundial de Natación en Piscina Corta de 2018 en Hangzhou, China, Cielo, junto con Marcelo Chierighini, Matheus Santana y Breno Correia, ganaron la medalla de bronce en el estilo libre 4 × 100 con un tiempo de 3m05s15, estableciendo un nuevo récord sudamericano. Con eso, Cielo se convirtió en el atleta brasileño con más medallas en Campeonatos Mundiales en cualquier deporte, superando a Robert Scheidt (18 medallas contra 17 del navegante).

## Salón de la Fama de Natación.
Em 2023, Cielo fue incluido en el International Swimming Hall of Fame.